# Sebastião Pinto Leite
Sebastião Pinto Leite ComC (Oliveira de Azeméis, Couto e Vila de Cucujães, Gandarinha, 25 de Agosto ou 24 de Outubro de 1815 – Lisboa, Lapa, 25 de Agosto de 1892), 1.º Conde de Penha Longa e 1.º Visconde da Gandarinha, foi um empresário agrícola e comercial e político português.

## Família
Filho de António Pinto Leite, grande negociante na praça da Baía, e de sua mulher Teresa Angélica Bernardina da Assunção Correia, proprietários da Quinta da Gandarinha, em Cucujães, Oliveira de Azeméis, e tio paterno do Deputado Licínio Pinto Leite.

## Biografia
Sebastião Pinto Leite era um grande e abastado proprietário, Senhor duma imponente Quinta e Palácio em Gandarinha, no Concelho de Oliveira de Azeméis, do Palacete Pinto Leite, no Porto, e da histórica Quinta da Penha Longa, em Sintra, onde estivera estabelecido um Convento Jerónimo, que comprou, e que já fora propriedade do Marechal João Carlos de Saldanha Oliveira e Daun, 1.º Conde de Saldanha, 1.º Marquês de Saldanha e 1.º Duque de Saldanha. Era, também, um poderoso capitalista, verdadeiro "negociante de grosso trato", com grandes interesses comerciais e avultados negócios em Lisboa, Londres e Manchester.
Foi feito Comendador da Ordem Militar de Cristo e Comendador da Imperial Ordem da Rosa, do Brasil.
O título de 1.º Visconde da Gandarinha foi-lhe concedido por Carta de D. Luís I de Portugal de 30 de Janeiro de 1879.
Na política, estava alinhado com o Partido Progressista, sendo um dos grandes financiadores deste Partido. Foi nomeado Par do Reino a 8 de Janeiro de 1881, tomando posse cerca de um mês depois, a 9 de Fevereiro, integrando uma fornada de pares destinada a garantir ao seu Partido, então no poder, uma posição mais confortável na Câmara Alta. Todavia, limitou-se a estar presente nalgumas sessões, não pertenceu a nenhuma Comissão Parlamentar e não lhe foi recenseada qualquer intervenção no hemiciclo.
Foi elevado à Grandeza, como 1.º Conde de Penha Longa, por Carta de D. Luís I de Portugal de 4 de Março de 1886.
Usou por Armas: escudo partido, a 1.ª Pinto e a 2.ª Leite; timbre: Pinto; coroa de Visconde, depois coroa de Conde.
Em sua homenagem foi dado o seu nome à Rua Conde de Penha Longa, em Oliveira de Azeméis, e a Rua Visconde da Gandarinha, em Cascais, onde deu este nome a uma sua propriedade, hoje transformada em condomínio habitacional.

## Casamento
A 18 de Dezembro de 1855 casou com sua sobrinha paterna Clementina Libânia Pinto Leite (Baía, 6 de Setembro de 1840 – Oliveira de Azeméis, Vila de Cucujães, Gandarinha, Asilo da Gandarinha, 17 de Setembro de 1921), filha de José Pinto Leite, Negociante de grosso trato na Praça da Baía, Fidalgo Cavaleiro da Casa Real, Comendador da Ordem de Nossa Senhora da Conceição de Vila Viçosa e Fidalgo de Cota de Armas concedidas por Carta de D. Pedro V de Portugal de 22 de Junho de 1855: escudo partido, a 1.ª Pinto e a 2.ª Leite; timbre: Pinto, e de sua mulher Carlota Bárbara Leite, e irmã de Júlio Pinto Leite, 2.º Visconde dos Olivais jure uxoris e 1.º Conde dos Olivais, sem geração, pelo que passou a Representação à descendência do referido José Pinto Leite, seu sogro e irmão, embora houvesse irmãos mais velhos casados e com geração.
Clementina Libânia Pinto Leite promoveu diversas obras filantrópicas. Uma das principais é o Asilo da Gandarinha, actual Fundação Condessa de Penha Longa, inaugurado em 1874, e que recebeu em 1878 a visita de D. António da Costa de Sousa de Macedo, o primeiro Ministro da Educação em Portugal. Esta instituição acolheu milhares de pessoas desprotegidas que encontraram ali aconchego e contentamento de espírito e de corpo. Também fundou a Escola Agrícola de Massamá, em Massamá, Sintra.
Por não haver descendentes, fez Testamento, a 1 de Janeiro de 1886, instituindo usufrutuário do remanescente dos seus bens o seu sobrinho paterno José Pinto Leite. À data da sua morte, a fortuna ascendia a 700.000£ libras esterlinas.